# Старов Олександр Олександрович
Олекса́ндр Олекса́ндрович Старов (нар. 28 червня 1979; Буча, Київська область — пом. 21 вересня 2014; Дебальцеве, Донецька область) — український військовик, старшина 25-го батальйону територіальної оборони «Київська Русь» Збройних сил України. Кавалер ордена «За мужність» ІІІ ступеня.

## Життєпис
Народився 1979 року в місті Буча в родині військовика. Закінчив Ірпінську загальноосвітню школу № 14 (смт Гостомель). Проходив строкову військову службу в Аеромобільних військах Сухопутних військ ЗСУ.
Взимку 2013—2014 років перебував на Майдані Незалежності в Києві. У часі війни — старшина батальйону «Київська Русь». Двічі зазнав поранень.
21 вересня 2014-го загинув вранці під час нападу російських терористів на блокпост 25-го батальйону Дебальцевого. ДРГ надягла на себе жовто-блакитні стрічки з символікою українських військ. Блокпост обстріляли з мінометів і стрілецької зброї.
Вдома залишились батько Олександр Михайлович, кадровий офіцер, мама, дружина та син.
Похований 24 вересня 2014-го в селищі Гостомель Київської області.

## Нагороди і вшанування
За особисту мужність і героїзм, виявлені у захисті державного суверенітету та територіальної цілісності України, вірність військовій присязі під час російсько-української війни
- нагороджений орденом «За мужність» III ступеня (26.2.2015, посмертно).
- Його портрет розміщений на меморіалі «Стіна пам'яті полеглих за Україну» в Києві: секція 4, ряд 8, місце 15
- 20 лютого 2015 року у смт Гостомель на будівлі Ірпінської ЗОШ № 14 йому відкрито меморіальну дошку.